# Paul Racine
Pour les articles homonymes, voir Racine.
Paul Racine, né le 22 septembre 1914 et mort le 24 février 2016, est un fonctionnaire français.
Il est secrétaire particulier de Philippe Pétain, chef de l'État français, de 1941 à 1944.

## Biographie

### Famille et études
Il naît le 22 septembre 1914 d'Henry Racine et d'Émilie Rozan. Il est le frère de Pierre Racine, cofondateur de l'École nationale d'administration (ENA) et directeur de cabinet du Premier ministre Michel Debré de 1959 à 1962.
Il est, pour sa part, diplômé des « Arts déco » (ENSAD) et de l'École technique de publicité (ETP).
Il estime Charles Maurras, qu'il voit une fois en meeting, mais n'adhère pas à l'Action française à cause de sa condamnation par l'Église catholique ; il préfère l'« écrivain » à l'intellectuel.

### Campagne de France (1940)
Il est laissé pour mort lors des combats en Belgique, atteint de quatre balles. Il est hospitalisé à Maastricht. Fait prisonnier par les Allemands, il est libéré en décembre 1940. Il sera ensuite[Quand ?], à ce titre, décoré de la croix de guerre 1939-1945 et de la Légion d'honneur.

### À Vichy (1941-1944)
Il est recruté en 1940 par Bernard Ménétrel, l'« éminence grise » de Pétain.
À l'hôtel du Parc, il occupe le bureau no 128. Il est chargé du courrier et de l'intendance du maréchal, et des prisonniers.
Là, il mène une vie « routinière », se partageant entre travail, promenades avec le maréchal et sorties au théâtre ou à l'opéra. Il instruit le dossier de remise de la Francisque à François Mitterrand, qu'il reçoit lui-même.
Après l'arrestation de Pétain le 20 août 1944, il se rend à Clermont-Ferrand à bicyclette, d'où il prend le train pour Marseille.

### Après la guerre
En 1946, grâce à Pierre Balmain, un ami d'avant-guerre, il entre chez Balmain. Il y devient directeur des parfums, et y crée la fragrance Vent vert, portée plus tard par Jacques Prévert. Le poète utilisera même le nom de ce parfum en signature d'une lettre qu'il adressera à l'écrivain Louise de Vilmorin.
Il investit également de l'argent dans la station thermale de Brides-les-Bains. Lors des élections présidentielles, il vote pour Mitterrand ou Le Pen.
Retraité, il vit dans le 8e arrondissement de Paris. En 2014, il sort de son silence pour défendre la mémoire du maréchal Pétain, en qui il voit « une des plus belles figures de l'histoire de France. », publiant un livre d'entretiens avec Arnaud Benedetti: J'ai servi Pétain : le dernier témoin. 
A contrario, le général de Gaulle est pour lui « un cas psycho-pathologique de désertion ».

### Mort
Il meurt le 24 février 2016 à l'âge de 101 ans.

## Distinctions
- Ordre de la Francisque

## Ouvrages
- Avec Arnaud Benedetti, J'ai servi Pétain : le dernier témoin, entretiens avec Arnaud Benedetti, Paris, Le Cherche midi, coll. « Documents », 2014, 269 p. (BNF 44227171)